# باشگاه فوتبال کوپر
باشگاه فوتبال کوپر (یا کُپر) (به انگلیسی: Football Club Koper) یک باشگاه فوتبال در اسلوونی است. این باشگاه در سال ۱۹۲۰ تأسیس شده و در رسانه‌ها و به‌طور محلی معمولاً "Koper" خوانده می‌شود. این باشگاه دارای افتخارات فراوانی است.